# 仙后座A

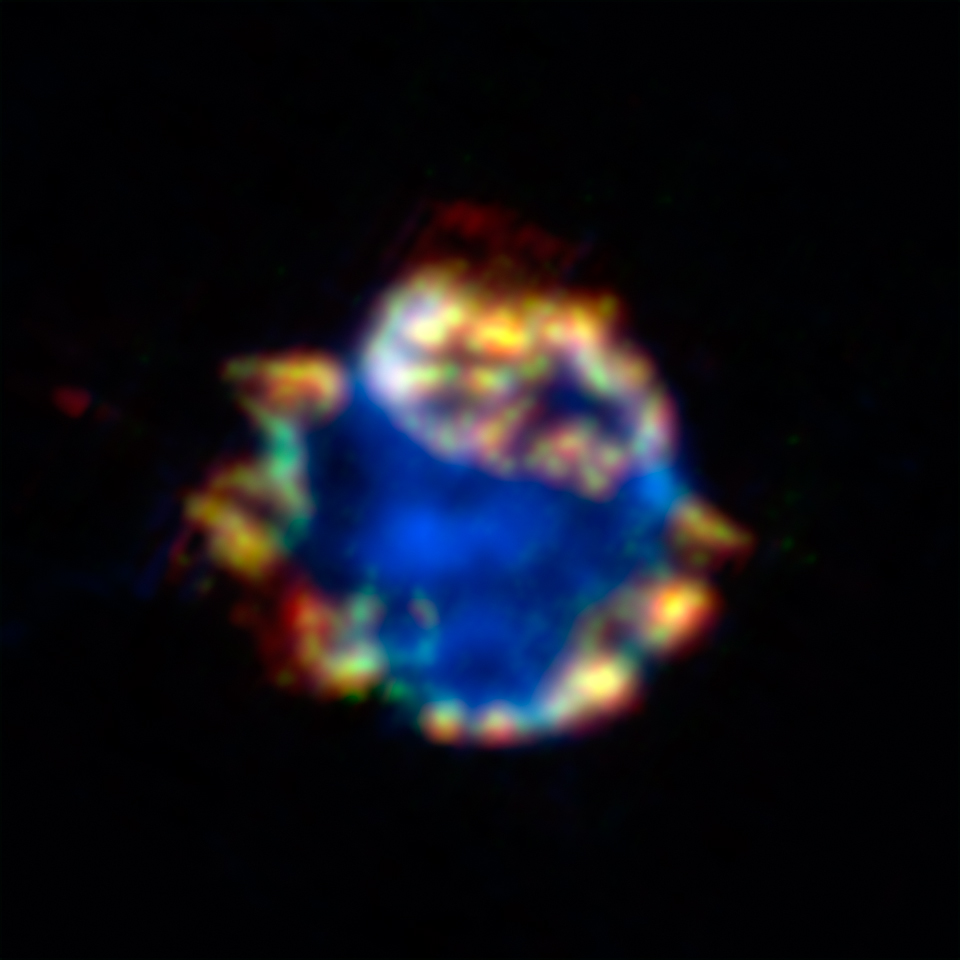
哈勃空间望远镜在2004年12月拍攝的仙后座A照片

仙后座A（Cas A）是在仙后座的超新星遺跡（SNR，supernova remnant）和最亮的太陽系外無線電波源，它在天空中的頻率高於1GHz。這顆超新星在銀河系內，距離地球大約11,000光年（3.4千秒差距）。來自超新星殘存下來的物質膨脹形成的雲氣，從地球的位置觀察，現在的大小約為10光年（3秒差距）。在業餘天文學的領域，以口徑234mm（9.25英寸）的望遠鏡配上適當的濾鏡，已經可以在可見光的波長下觀察到。
估計這顆恆星爆炸產生的光，大約在300年前首度抵達地球，但是沒有任何關於超新星的歷史記錄記載了這個殘骸的存在。由於對北半球中高緯度的地區而言，仙后座是個終年可見的拱極星座，所以這可能歸咎於星際塵埃的吸收，讓可見光在抵達地球之前被吸收。然而，約翰·佛蘭斯蒂德在製作星表時，在1680年8月6日曾紀錄仙后座3是一顆6等的暗星。這樣的觀點傾向於解釋原恆星是異常大質量的，並且在爆炸之前已經拋出了許多外層的物質。這些外層會掩蔽原恆星在大爆炸時，來自恆星內部坍塌時釋放出來的可見光。
仙后座A是第一個被發現的獨立天文電波來源。它於1948年被劍橋大學的天文學家馬丁·賴爾和法蘭西斯-格雷厄姆-史密斯使用長邁克爾遜干涉儀發現。它的光學對應體最早於1950年被確認。
仙后座A在3C星表的目錄中是3C461，在綠堤超新星遺跡目錄是G111.7-2.1。

## 早期的發現
從目前觀測到的膨脹規模（大小與速度）往回推算，在1667年左右可能看見這顆爆炸的超新星。天文學家威廉阿什沃思和其他一些天文學家認為皇家天文學家約翰·佛蘭斯蒂德在編輯星表時，可能在1680年8月16日無意中紀錄了這顆超新星，位在一顆已知的恆星附近。最近，在跨學科研究的另一項建議是這顆超新星是在1630年觀測到的神話中的"正午星"，預測著未來英國的君王查理二世的誕生。無論如何，在這之後銀河系內就沒有出現過肉眼可以看見的超新星。

## 膨脹
膨脹殼的溫度大約是3,000萬℃（3,000萬℉），並以每秒4000−6000公里的速度膨脹。
經由哈伯太空望遠鏡對爆炸恆星的觀測顯示，儘管最初認為殘餘物是以一致的速度向四周膨脹，但在幾乎相對的兩側有著高達每秒5,500-14,500公里向外的橫向噴流。當以不同的顏色顯示觀察到爆炸恆星的不同化學成分物質時，顯示相似的物質經常出現在被收集的爆炸殘骸中。

## 電波源
仙后座A的通量密度在1980年是2720 ± 50 揚斯基，由於超新星殘骸在冷卻中，其通量密度持續在下降中。它在1GHz的通量密度下降率是每年0.97 ± 0.04%。這種衰減意味著在低於1GHz頻率下，仙后座A現在的通量密度已經比天鵝座A低。然而，仙后座A在1GHz的頻率以上依然是天空中最明亮的太陽系外無線電波源。

## X射線源
在1999年，錢德拉X射線天文台在靠近星雲的中心發現了一個"熱點狀源"，這是爆炸後殘留下來的中子星。
雖然，仙后座X-1（或仙后座XR-1）是在仙后座發現的第一個X射線源，但在1964年6月16日發射的探空火箭空蜂沒有發現到，它被認為是一個可能的來源。仙后座A在1964年10月1日被另一架空蜂火箭在飛行期間掃描到，但在相關的位置上沒有明顯的X射線背景通量。仙后座XR-1是在1965年4月25日的空蜂火箭飛行期間發現的，位置在赤經23h 21m，赤緯+58° 30′。仙后座X-1就是仙后座A，是位於赤經 23h 18m，赤緯+58° 30′的一顆II型超新星。
仙后座X-1和仙后座XR-1的標示已經不再使用，X射線源以仙后座A（SNR G111.7-02.1）標示，位置在2U 2321+58。

## 超新星反射反響
最近，史匹哲太空望遠鏡在附近的氣體雲上觀測到一個仙后座A爆炸的紅外回波。這個紀錄的光譜證明這顆超新星是IIb型超新星，這意味著它是由一顆巨大的恆星內部崩潰和猛烈爆炸造成的，很可能是一顆有著氦核心並幾乎失去所有氫包層的紅超巨星。這是第一次沒有直接觀測到超新星的爆炸，但觀測到超新星的紅外回波；從而開闢了研究和重建過去天文事件的可能性。

## 磷的發現
在2013年，天文學家在仙后座A發現了磷，證實了這種元素是經由超新星核合成在超新星中產生的。在超新星殘骸中測得從磷到鐵的豐度一般比銀河系高出100倍。

## 延伸阅读
- （页面存档备份，存于） A neutron star with a carbon atmosphere in the Cassiopeia A supernova remnant

## 外部連結
- 英國卡地夫大學研究員Loretta Dunne 2003年7月以夏威夷Maxwell望遠鏡拍攝的仙后座A照片（中文（页面存档备份，存于））
- 史匹哲太空望遠鏡在2003年11月30日與2004年12月2日拍攝之仙后座A照片
- 钱德拉X射线天文台在1999年8月19日（1（页面存档备份，存于）、2）、2000年1月31日（页面存档备份，存于）、2004年2月至2005年5月（页面存档备份，存于）（組合、中文（页面存档备份，存于））、2004年2月至8月（页面存档备份，存于）（組合）拍攝之仙后座A照片
- 哈勃太空望遠鏡於2000年1月與2002年1月（页面存档备份，存于）（組合）、2004年3月（页面存档备份，存于）與同年12月（页面存档备份，存于）拍攝之仙后座A照片
- 3D visualisation of Cassiopeia A（页面存档备份，存于）, BBC News.